# France Fajdiga
France Fajdiga, slovenski pisatelj, partizan in novinar, * 28. februar 1925, Podstenice, † 2013.
Fajdiga se rodil 1925 v Podstenicah v Kočevskem Rogu. Njegova starša sta delala na Žagi Rog-oče kot voznik, mama kot kuharica. Pri enem letu mu je umrl oče in mama je ostala sama s šestimi otroki. Fajdiga je nekaj let preživel v rejništvu in se stalno selil z mamo, ki delala kot dninarka, po Kočevskem (Stara Cerkev, Mlaka, Šalka vas). 
Ob začetku vojne se je pridružil dolenjskemu odredu in kasneje Gubčevemu odredu. S 17 leti je postal eden mlajših oficirjev. Lažje je bil ranjen leta 1942 v napadu na Ajdovec, težje v Žužemberku. Konec vojne je dočakal v bolnišnici Jelendol. V vojski je dosegel čin podpolkovnika in se predčasno upokojil leta 1962. 
Po končani vojaški karieri je delal kot novinar in urednik v ljubljanskem krajevnem časopisu Naša skupnost in Dnevniku ter v Nedeljcu. Sočasno je pisal beletristiko. Prva krajša besedila je pisal v srbohrvaščini in jih izdal v vojaškem revijalnem tisku. Od 2010 je bil član Društva slovenskih pisateljev. Živel je v Ljubljani.

## Pisateljski opus
Fajdiga je opisoval v svojem delu živjenje na Kočevskem. V prvem in drugem romanu piše o usodi kočevskih Nemcev tik pred vojno do izselitve v rajh. V naslednjih delih opisuje kmečko življenje (Sla po zemlji), delo gozdarskih delavcev (Venecijanke so utihnile), povojna taborišča v Gotenici (Zob za zob). 

### Proza
- Pogreznjeni otok. Ljubljana: Borec, 1987
- Škrlatni sij. Novo mesto : Dolenjska založba, 1993
- Sla po zemlji. Ljubljana: Kmečki glas, 1995
- Venecijanke so utihnile (Literarna zbirka Utva; 14). Novo mesto : Dolenjska založba, 1995
- Zob za zob: roman. Ljubljana: Prešernova družba, 1996
- Lučka. Ljubljana: Založba Littera, 1997
- Tablica čokolade: roman (Koledarska zbirka). Ljubljana: Prešernova družba, 2005